# Natte droom
Een natte droom is een spontane zaadlozing tijdens de slaap. Natte dromen komen het meest voor tijdens de adolescentie en vroege jonge volwassen jaren, maar ze kunnen op elk moment na de puberteit optreden.

## Frequentie
De frequentie van nachtelijke zaadlozingen is variabel. In de VS ervaart 83% van de mannen op enig moment in hun leven nachtelijke zaadlozingen. Voor mannen die nachtelijke zaadlozingen hebben ervaren, varieert de gemiddelde frequentie van 0,36 keer per week (ongeveer eens per drie weken) voor alleenstaande 15-jarige mannen tot 0,18 keer per week (ongeveer eens per vijfenhalve week) voor 40-jarige alleenstaande mannen. Voor getrouwde mannen varieert het gemiddelde van 0,23 keer per week (ongeveer één keer per maand) voor 19-jarige getrouwde mannen tot 0,15 keer per week (ongeveer één keer per twee maanden) voor 50-jarige getrouwde mannen. In Indonesië hebben onderzoeken aangetoond dat 97% van de mannen op 24-jarige leeftijd een nachtelijke zaadlozing heeft gehad.
De frequentie van nachtelijke zaadlozingen is niet per se gekoppeld aan de frequentie van masturbatie. Alfred Kinsey ontdekte dat er "enige correlatie kan zijn tussen de frequenties van masturbatie en de frequenties van nachtelijke zaadlozingen. In het algemeen kunnen de mannen met de hoogste frequenties van nachtelijke zaadlozingen iets lagere masturbatiepercentages hebben." In een onderzoek uit 1998 van Finkelstein et al. nam het aantal jongens dat melding maakte van nachtelijke zaadlozingen drastisch toe naarmate hun testosterondoses werden verhoogd, van 17% van de proefpersonen zonder behandeling tot 90% van de proefpersonen met een hoge dosis. 13% van de mannen ervaart hun eerste ejaculatie als een nachtelijke zaadlozing. Kinsey ontdekte dat mannen die hun eerste ejaculatie ervaren als een nachtelijke zaadlozing gemiddeld ouder zijn dan degenen die hun eerste ejaculatie tijdens masturbatie ervaren.

## Tijdstip
De natte droom treedt normaliter 's nachts tijdens de REM-slaap op.

## Oorzaken
Wat betreft de oorzaak of functie van een natte droom zijn tot dusverre verschillende theorieën geformuleerd:
- zaadaccumulatietheorie: het lichaam verwijdert het opgehoopte sperma dat niet geëlimineerd kan worden door de lichaamseigen afbraakfunctie
- teratozoöspermie-vermijdingstheorie, een door R.J. Levin (1975) geformuleerde hypothese: het lichaam verwijdert het slechte sperma

## Culturele en religieuze opvattingen
Er zijn tal van culturele en religieuze opvattingen over nachtelijke zaadlozingen. Hieronder volgt een beperkte samenvatting van enkele perspectieven.

### Oudheid
Omdat nachtelijke zaadlozingen onvrijwillig plaatsvinden in beddengoed of in kleding die tijdens de slaap wordt gedragen, werd de natte droom in het Latijn bevuiling of de eerste vervuiling genoemd. In de oudheid vonden de Romeinen een dergelijke gebeurtenis echter niet moreel verwerpelijk. In het oude Rome werden nachtelijke zaadlozingen opgetekend door Lucretius in zijn De Rerum Natura.

### Jodendom
Ook in de Mozaïsche wet van de Hebreeuwse Bijbel staan de natte dromen beschreven. Enkele passages leren dat mannen die een nachtelijke zaadlozing hadden, rituele verontreiniging opliepen (zoals bij elk ander geval van ejaculatie):
Wanneer een man een zaadlozing heeft gehad, moet hij zijn hele lichaam met water wassen en blijft hij tot de avond onrein. Ook alles van stof of leer waarop het zaad is terechtgekomen, moet met water worden gewassen en blijft tot de avond onrein.
Tijdens een veldtocht tegen de vijand moet u zich in acht nemen voor alles wat ongepast is. Zo moet een man die 's nachts door een zaadlozing onrein is geworden het legerkamp uit gaan en buiten blijven. Tegen het vallen van de avond moet hij zich baden; na zonsondergang mag hij dan het kamp weer binnenkomen.

### Patristiek
In de tijd van de patristiek was kerkvader Augustinus van mening dat de nachtelijke zaadlozingen van mannen, in tegenstelling tot masturbatie, het geweten van een man niet verontreinigen, omdat het geen vrijwillige vleselijke handelingen waren en daarom niet als een zonde moesten worden beschouwd. Hetzelfde geldt voor theoloog Thomas van Aquino, die in zijn boek Summa Theologica II-II-154-5 schreef: 
Want er is niemand die tijdens zijn slaap sommige door zijn verbeelding gevormde beelden niet als echt beschouwt, zoals hierboven vermeld. (...) Daarom wordt wat een man doet terwijl hij slaapt en verstoken is van het oordeel van de rede, hem niet als zonde toegerekend, net als de acties van een maniak of een imbeciel.

### Islam
Wanneer een persoon aan het vasten is (bijvoorbeeld tijdens de ramadan) dan verbreekt men het vasten wanneer men expres ejaculeert (zoals tijdens masturbatie of geslachtsgemeenschap). Men verbreekt het vasten echter niet door een natte droom. Wel moet men een bad nemen voordat ze enkele rituelen in de religie ondergaan. Hoewel een natte droom geen zonde is, beschouwen moslimgeleerden ejaculatie wel als iets dat iemand tijdelijk ritueel onrein maakt, een toestand die bekend staat als junub; wat betekent dat een moslim die een orgasme heeft gehad of geëjaculeerd heeft een ghoesl moet hebben.